# Християндемократически съюз
Християндемократическият съюз, ХДС (на немски: Christlich-Demokratische Union, CDU) е дясноцентристка и християндемократическа политическа партия в Германия.
ХДС няма структури в Бавария, където е представен от сестринската си партия Християнсоциален съюз (ХСС), а в Бундестага заедно съставляват парламентарна група „Съюз“ (Union).
Идеологически Християндемократическият съюз е много близък до Римокатолическата църква. Въпреки това партията има и много симпатизанти и в северните, преобладаващо протестантски провинции на Германия. Залага на консервативната политика както по общите въпроси, така и в местната икономика.
През юни 2008 г. ХДС за пръв път в историята на ФРГ надминава Социалдемократическата партия по брой на партийните членове (около 530 000).
Християндемократическият съюз управлява Западна Германия от края на Втората световна война до 1969 година. Отново е на власт през 1982 година, като през 1990 година осъществява обединението на страната. Губи властта през 1998 година, но на изборите през 2005 г. печели най-много гласове и прави коалиция със Социалдемократическата партия („Голяма коалиция“).
На 17 декември 2018 г. е избран новият лидер на партията Фридрих Мерц. Той печели 62,1% от гласовете на членовете на партията.